# نوزادشناسی

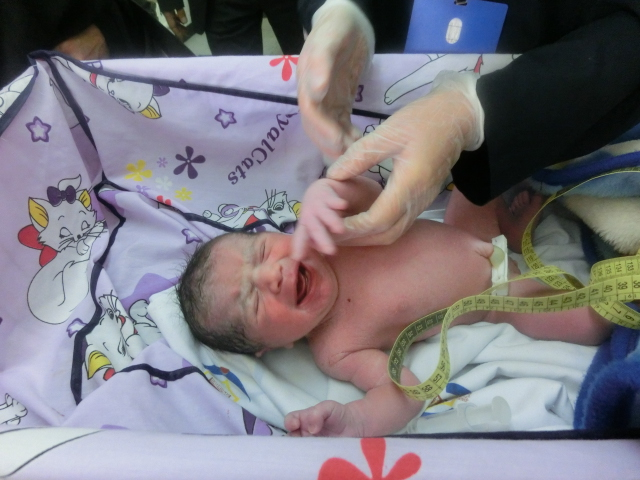
نوزاد با عمر ۳۰ دقیقه ، پرستار در حال انجام اقدامات ضروری پس از زایمان.

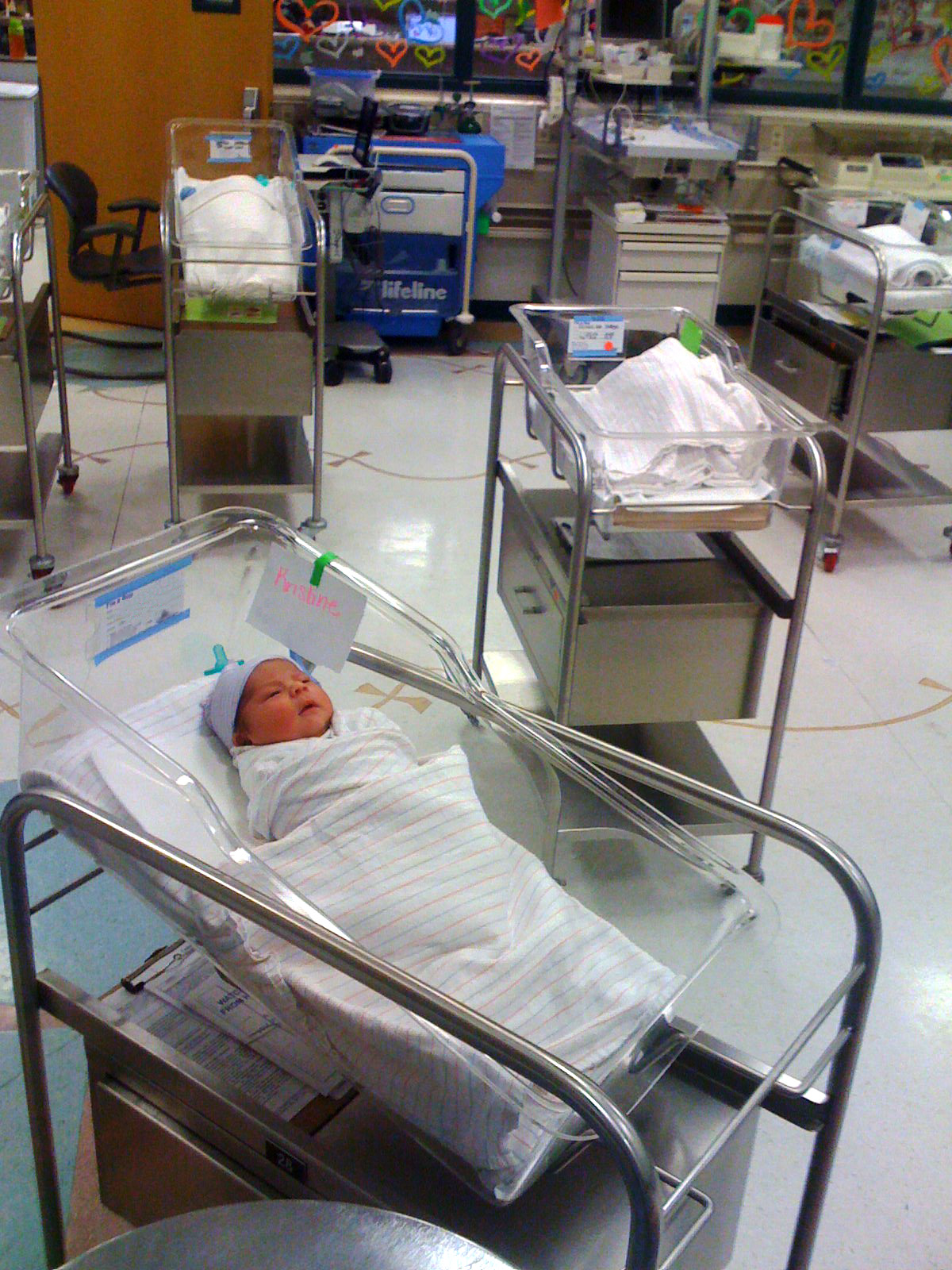
بخش نئوناتولوژی بیمارستان مرکز درمانی دانشگاه تگزاس در سن آنتونیو

نئوناتولوژی یا مطالعهٔ نوزادان (به انگلیسی: Neonatology) یک تخصص در رشته‌های پزشکی است.
این رشته، زیر مجموعه‌ای از شاخه پزشکی اطفال محسوب می‌گردد.
در آمریکا، این تخصص احتیاج به ۱۴ سال آموزش پس از دبیرستان دارد.